# Trakya Üniversitesi

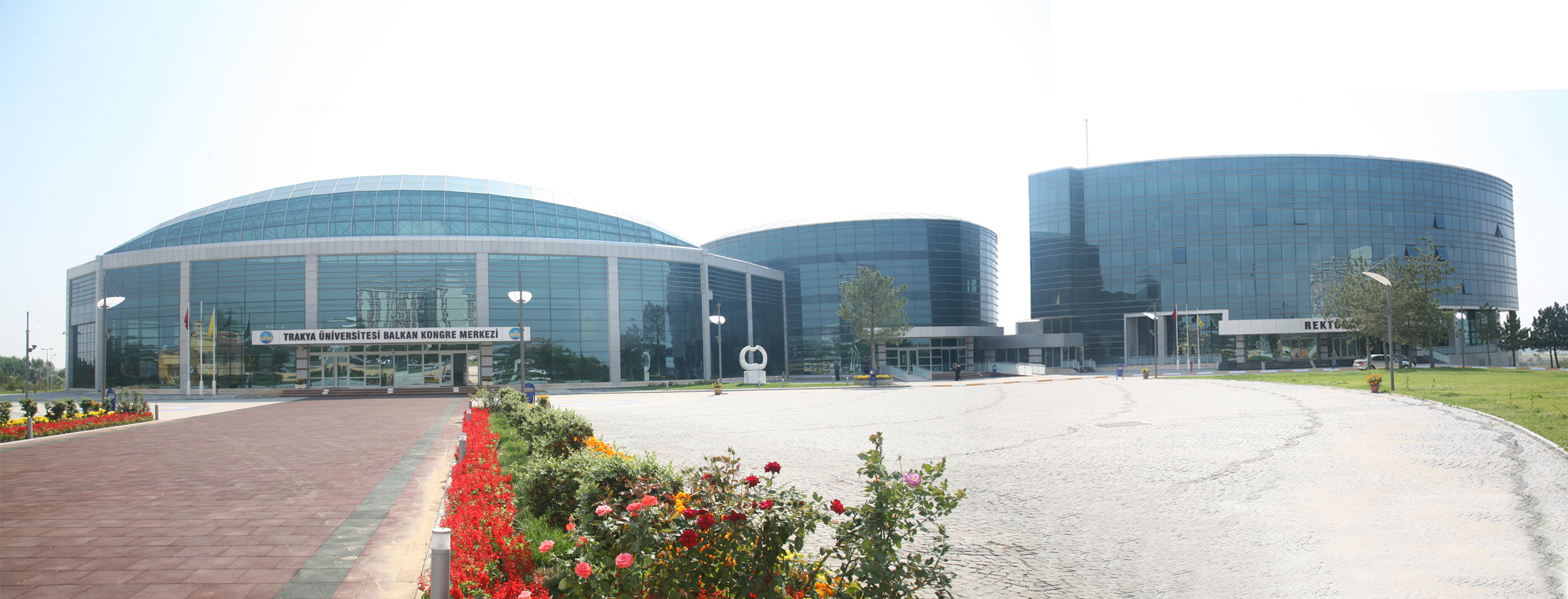
Rektorat und Kongresszentrum der Trakya-Universität Edirne (Trakya Üniversitesi)

Die Trakya Üniversitesi (deutsch: Universität Thrakien) wurde am 20. Juli 1982 mit den drei Fakultäten für Medizin, Architektur und Ingenieurwesen in Edirne – im westlichen Dreiländereck der Türkei – gegründet. Ihre Einrichtungen sind über mehrere Standorte in der Stadt verteilt. Das neue Rektoratsgebäude mit angegliedertem Kongresszentrum wurde 2011 auf dem Hauptcampus eröffnet.

## Fakultäten
Die Universität umfasst (2012) die Fakultäten:
- Medizin
- Gesundheitswesen
- Zahnheilkunde
- Ingenieurwesen und Architektur
- Naturwissenschaften und Geschichte
- Pädagogik und Ausbildung
- Ökonomie und Organisationswesen
- Kunst und Kunsterziehung
- Literaturwissenschaften
- Grundlagenforschung in den Naturwissenschaften

Zum Erwerb von Bachelor-Abschlüssen bestehen Abteilungen für Gesundheitswesen, Musik, Sprachen, Sport und Tourismus.
Die Master- und die Doktorandenausbildung erfolgt in Zusammenarbeit mit den angegliederten Instituten, die wissenschaftliche Forschung in Gesundheitswesen, Natur- und Sozialwissenschaften betreiben.

## Netzwerke
Mit über 60 Universitäten des Balkan besteht das Netzwerk der Balkan-Universitäten (BAUNAS), das seine Jahreskonferenz 2010 an der Trakya-Universität abhielt. Das Rektorat mit Erhan Tabakoğlu führt das Generalsekretariat des Netzwerks BAUNAS.
Im Rahmen des europäischen Erasmus-Programms bestehen bilaterale Verträge mit Universitäten in Belgien, Bulgarien, Dänemark, Deutschland, England, Finnland, Frankreich, Griechenland, Italien, Polen, Slowenien, Spanien, Ungarn.
Seit 2006 werden auch mit der Hochschule in Lörrach im Rahmen des EU-Erasmusprogramms Studenten ausgetauscht. Das Ziel der Universität, neben Englisch die deutsche Sprache als zweitwichtigste Fremdsprache zu fördern, führte seit April 2008 zum lokalen Engagement des Goethe-Institutes, gefördert durch die Robert Bosch Stiftung (2008–2011) und FH Aachen (seit 2012), eine deutsche Koordinatorin im Bereich Landeskunde und Interkulturelle Kommunikation bzw. Interkulturelles Lernen (Almanya Buluşma Noktasi = Deutschland-Treffpunkt) engagiert. Das gegenseitige Engagement von Professoren der Dualen Hochschule Baden-Württemberg Lörrach (Gerhard Jäger, Johannes Kern) und der Trakya-Universität (Enver Duran, Hilmi Ibar, Derman Kücükaltan, Sabit Oymael, Mukadder Seyhan Yücel) wurde inzwischen auf weitere Bildungseinrichtungen (Schulen, Gymnasien, Gewerbeschulen und Volkshochschulen) erfolgreich ausgedehnt.

## Mitarbeiter und Studierendenzahlen
| Mitarbeiterstruktur der Trakya-Universität Edirne (2011) | Mitarbeiterstruktur der Trakya-Universität Edirne (2011) | Mitarbeiterstruktur der Trakya-Universität Edirne (2011) | Mitarbeiterstruktur der Trakya-Universität Edirne (2011) |
| Funktion                                                 | Anzahl weiblich                                          | Anzahl Männlich                                          | Gesamtzahl Funktionsträger                               |
| -------------------------------------------------------- | -------------------------------------------------------- | -------------------------------------------------------- | -------------------------------------------------------- |
| Professoren                                              | 32                                                       | 101                                                      | 133                                                      |
| AO Professoren                                           | 37                                                       | 61                                                       | 98                                                       |
| ASS Professoren                                          | 141                                                      | 167                                                      | 308                                                      |
| Dozenten                                                 | 110                                                      | 101                                                      | 211                                                      |
| Wiss. Spezialisten                                       | 15                                                       | 22                                                       | 37                                                       |
| Lehrer                                                   | 52                                                       | 47                                                       | 99                                                       |
| Ass Forschung                                            | 229                                                      | 300                                                      | 529                                                      |
| Administration                                           | 700 e                                                    | 816 e                                                    | 1516                                                     |
| Insgesamt                                                | 1316                                                     | 1615                                                     | 2931                                                     |

| Studenten an der Trakya-Universität | Studenten an der Trakya-Universität | Studenten an der Trakya-Universität |
| Studien Jahr                        | Anzahl internationaler Studenten    | Gesamtzahl der Studenten            |
| ----------------------------------- | ----------------------------------- | ----------------------------------- |
| 2002–2003                           | 294                                 | 24.910                              |
| 2003–2004                           | 306                                 | 26.538                              |
| 2004–2005                           | 307                                 | 28.821                              |
| 2005–2006                           | 308                                 | 31.073                              |
| 2006–2007                           | 281                                 | 21.124                              |
| 2007–2008                           | 263                                 | 16.561                              |
| 2008–2009                           | 271                                 | 19.188                              |
| 2009–2010                           | 320                                 | 22.268                              |
| 2010–2011                           | 630                                 | 30.979                              |
| 2011–2012                           | 892                                 | 30.317                              |
| 2012–2013                           | 920                                 | 32.000                              |
| 2016–2017                           | 2300                                | 47.000                              |

Anmerkung: Ausgliederung = Namık Kemal Üniversitesi 2006 & Kırklareli Universitesi 2007

## Rektoren
Im August 2012 hat Yener Yörük die Nachfolge von Enver Duran angetreten, der nach 2 Rektoratsperioden nicht mehr gewählt werden konnte. Im Juli 2016 wurde Erhan Tabakoğlu vom zuständigen Gremium als neuer Rektor der Universität gewählt und vom Staatspräsidenten Recep Tayyip Erdoğan für dieses Amt bestätigt.
- Ahmet Karadenız (1982–1992)
- Poyraz Ülger (1992–1996)
- Osman İncı (1996–2004)
- Enver Duran (2004–2012)[4]
- Yener Yörük (2012–2016)
- Erhan Tabakoglu (2016–2024)

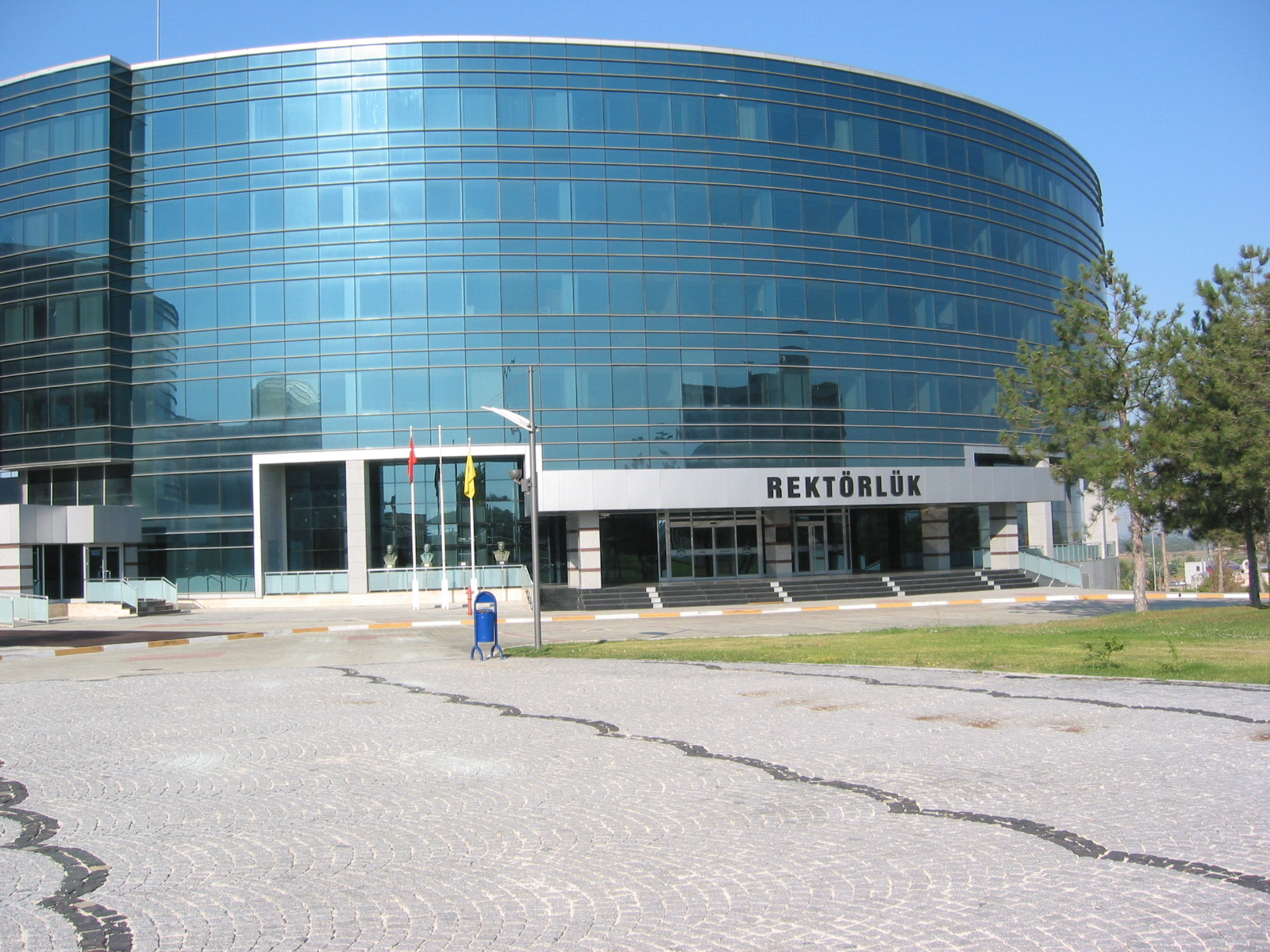
Rektoratsgebäude der Trakya-Universität
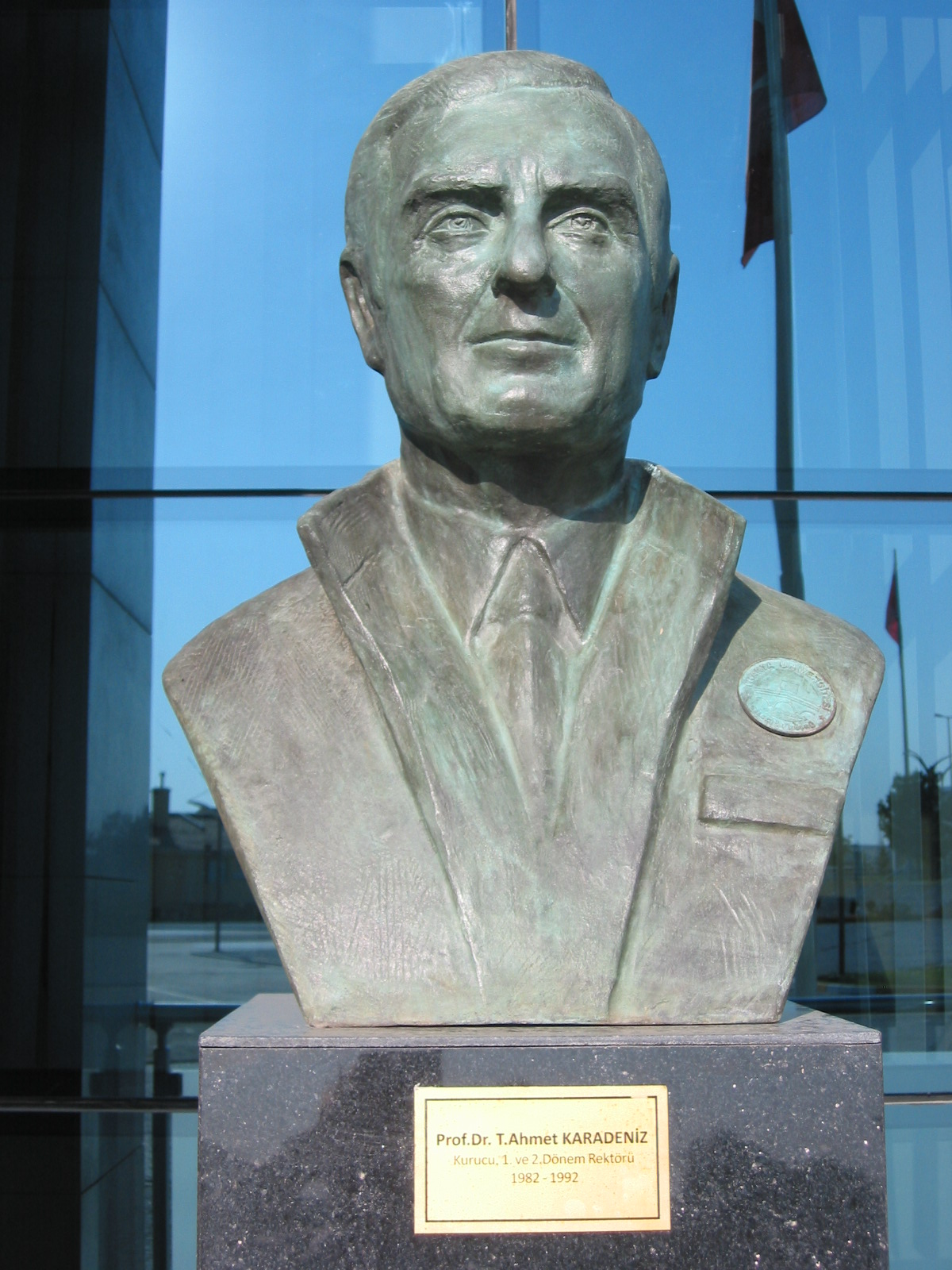
Gedenkbüste für Ahmet Kardeniz, Rektor 1982–1992
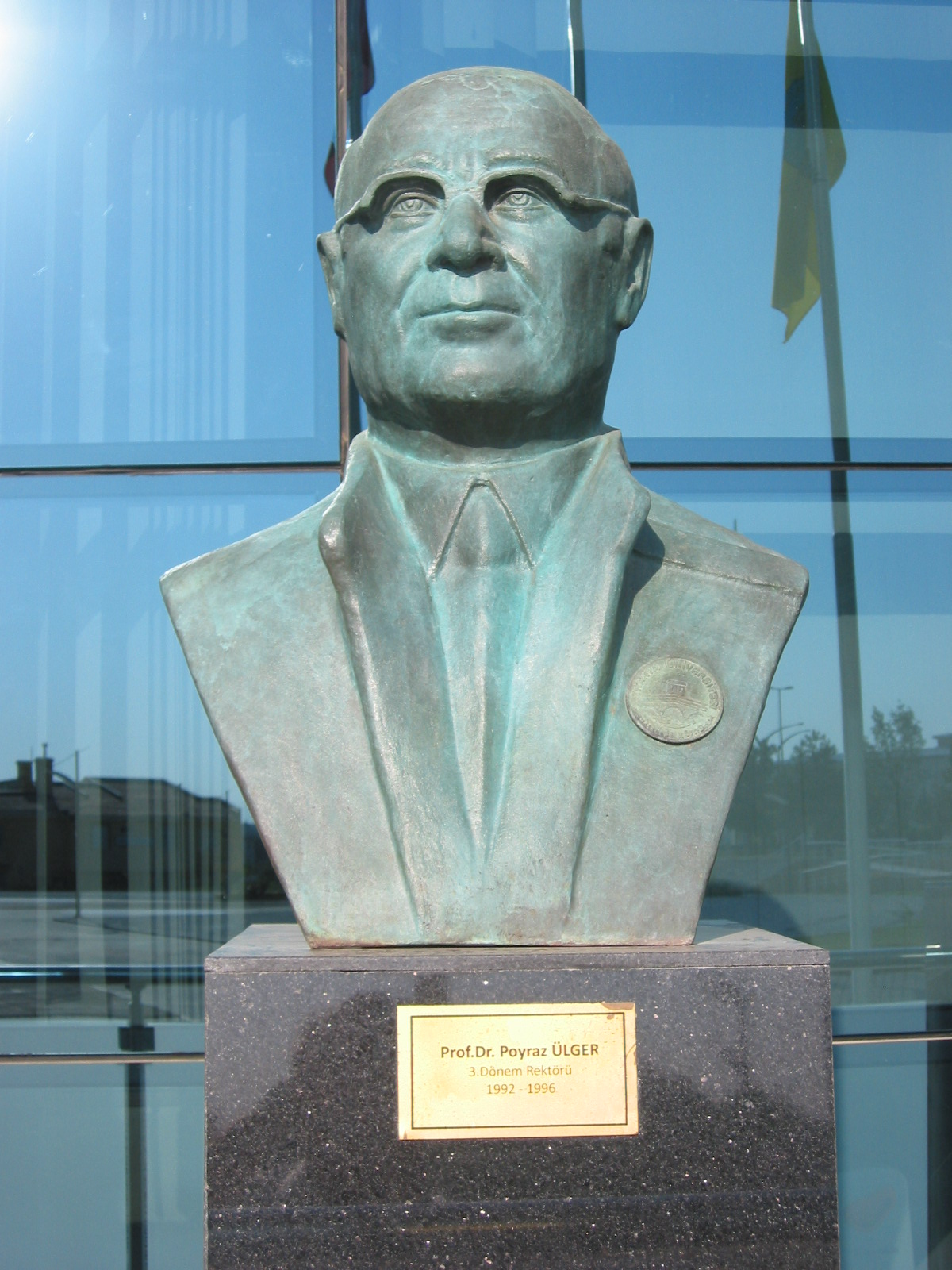
Gedenkbüste für Poyraz Ülger, Rektor 1992–1996
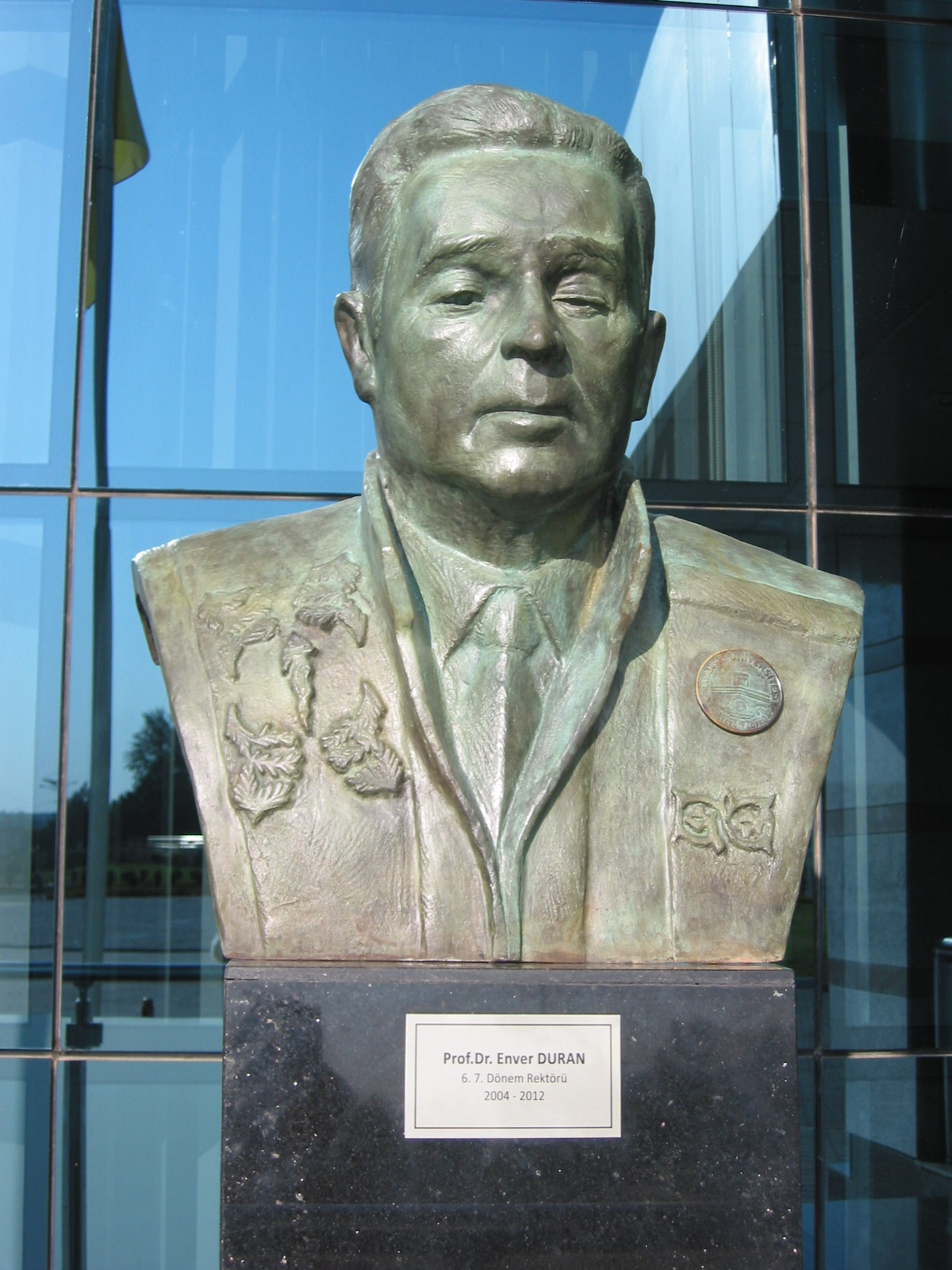
Gedenkbüste für Enver Duran, Rektor 2004–2012
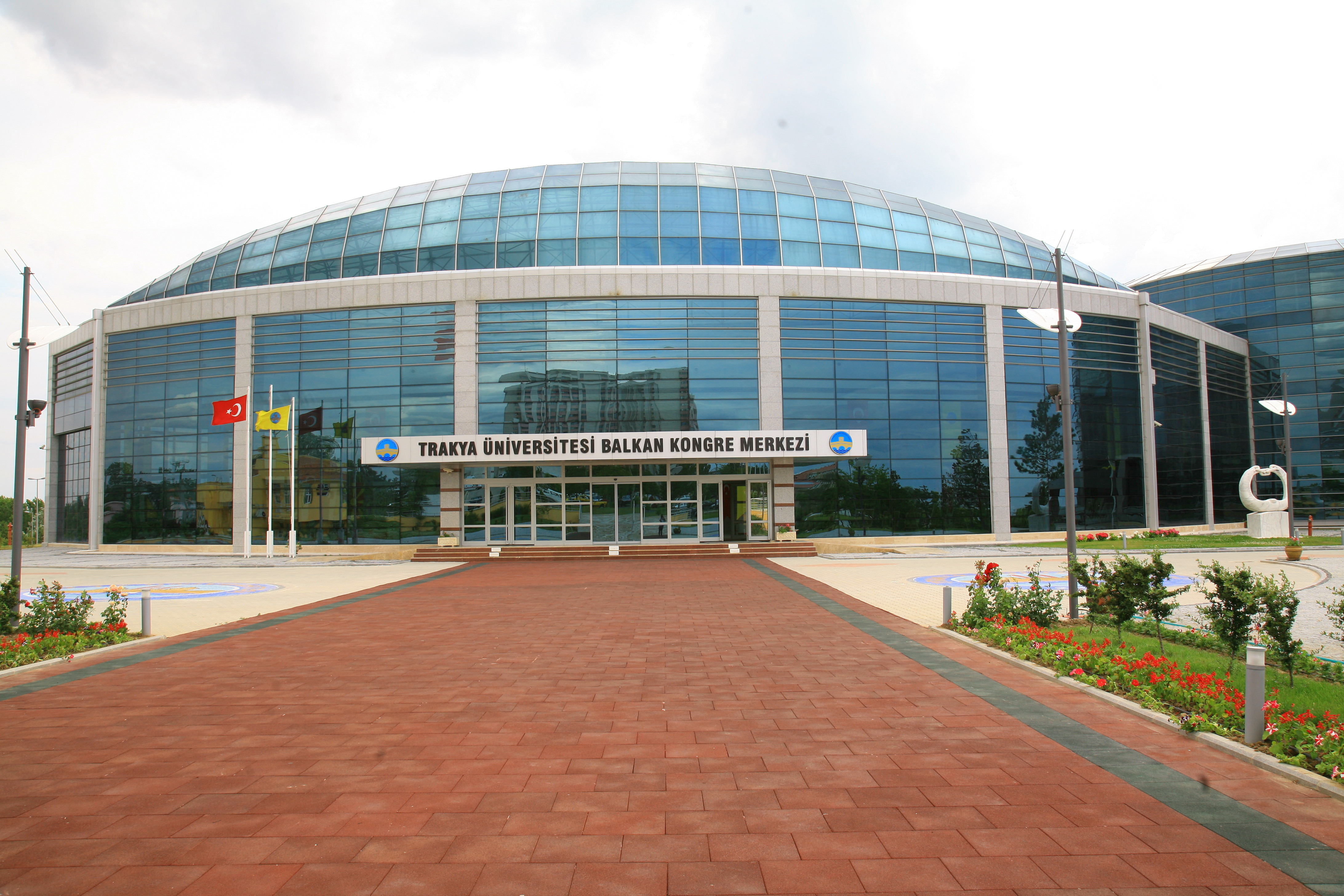
Kongressgebäude der Trakya-Universität
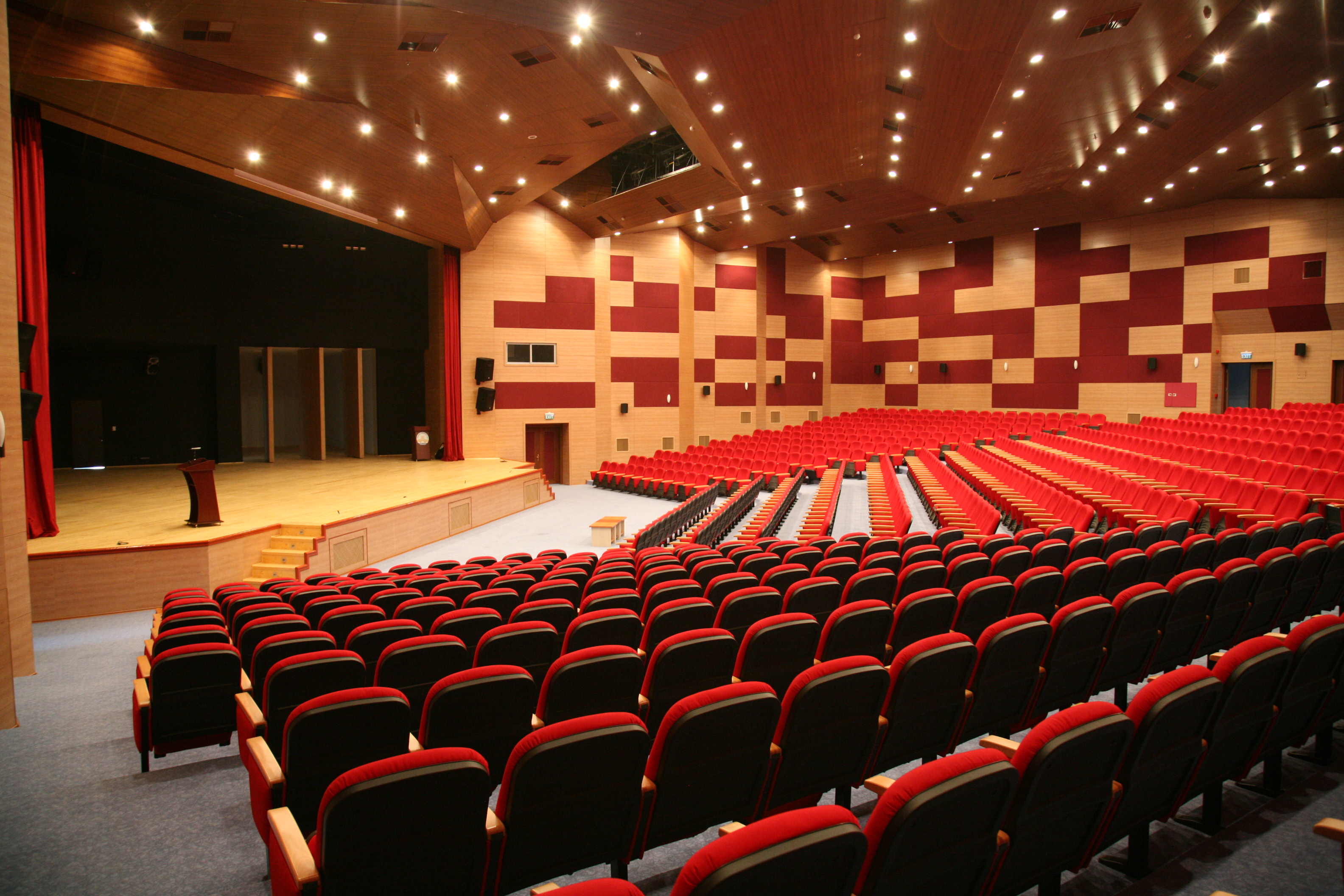
Auditorium im Kongresszentrum der Trakya-Universität
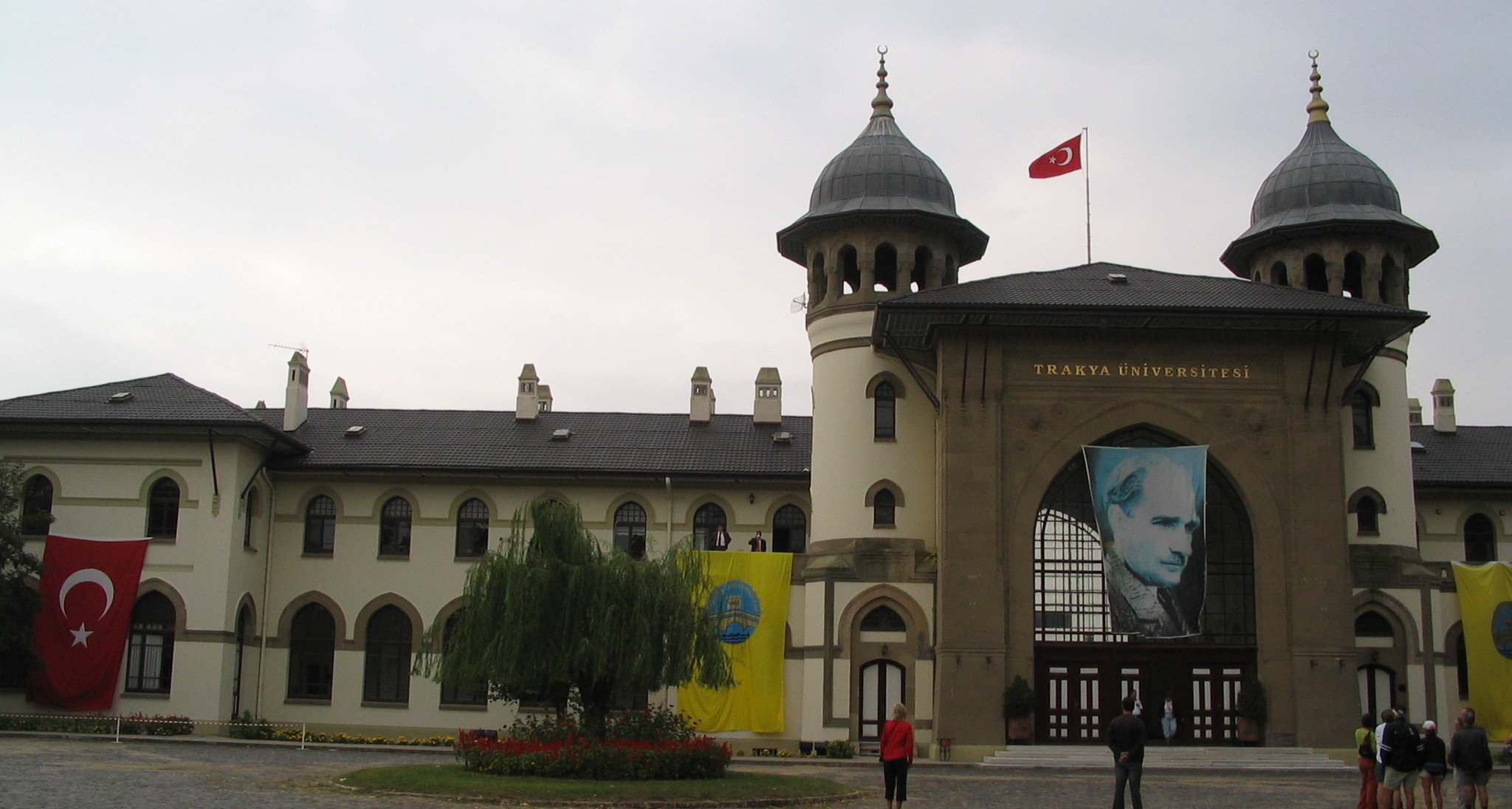
Bahnhofsgebäude Edirne, 1998–2011 Rektorat der Trakya-Universität
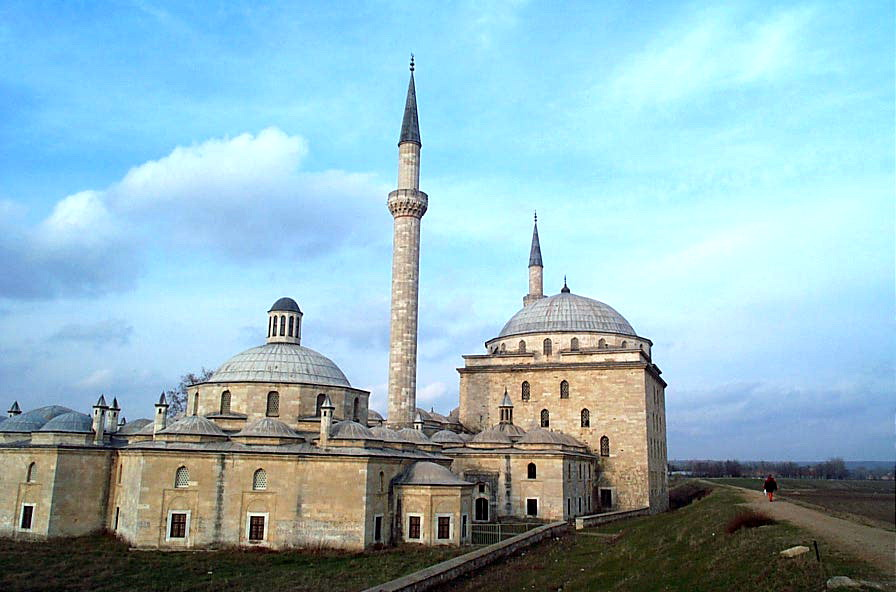
Gesundheitsmuseum Darüşşifa (erbaut 1488), Teil der Medizin-Fakultät

## Bekannte Absolventen und Lehrer
- Recep Gürkan (* 1964), Politiker
- Hilmi Ibar (* 1947), Professor für Chemie